# ناوچه کلاس تاکوما
ناوچه کلاس تاکوما (به انگلیسی: Tacoma-class frigate) یک کلاس از کشتی است که طول آن ۳۰۳ فوت ۱۱ اینچ (۹۲٫۶۳ متر) می‌باشد.